# Šefik Bešlagić
Šefik Bešlagić (Gornja Tuzla, 6. travnja 1908. – Sarajevo, 18. studenoga 1990.) bosanskohercegovački kulturni povjesničar.

## Životopis
Osnovnoškolsko obrazovanje završio je u Doboju, nižu gimnaziju u Tuzli. Učiteljsku školu završio je u Sarajevu 1928., a višu pedagošku školu pohađao je u Zagrebu od 1935. do 1937., gdje je i diplomirao. U vremenu od 1938. do 1943. kao nastavnik službovao je u Drnišu, Konjicu i Tuzli, a od 1947. do 1949. bio je direktor gimnazije u Doboju. Vanredno je studirao u Beogradu na Filozofskom fakultetu od 1949. do 1950. Godine 1955. dobio je zvanje stručnog suradnika, 1959. zvanje savjetnika, a 1961. zvanje višeg stručnog saradnika.  Od 1952. do 1967. (kada je i umirovljen) bio je direktor Zemaljskog zavoda za zaštitu spomenika kulture i prirodnih rijetkosti (Zavoda za zaštitu spomenika kulture) SR Bosne i Hercegovine. Umro je 19. studenoga 1990.
Obnašao je dužnost predsjednika Društva konzervatora Jugoslavije te urednika časopisa Naše starine. Najvećim dijelom svoga djelovanja istraživao je srednjovjekovne nadgrobne spomenike, a posebno stećke. Dobitnikom je Dvadesetsedmojulske nagrade SR Bosne i Hercegovine za 1972. i nagradom "Veselin Masleša" za naučnoistraživački rad, kao i Plakete grada Sarajeva, Plakete grada Doboja te Povelje Turističkog saveza SR Bosne i Hercegovine.

## Izbor iz djela
- Kupres (1954.)
- Stećci na Blidinju (1959.)
- Kalinovik (1962.)
- Grborezi (1964.)
- Popovo (1966.)
- Stećci Centralne Bosne (1967.)
- Stećci – Kataloško topografski pregled (1971.)
- Stećci – kultura i umjetnost (1982.)
- Kamene stolice srednjovjekovne Bosne i Hercegovine (1985.)
- Leksikon stećaka (posmrtno, 2004.)